# Microspathodon
Microspathodon è un genere di pesci marini appartenenti alla famiglia Pomacentridae e alla sottofamiglia Pomacentrinae.

## Distribuzione e habitat
L'areale di questo genere è disgiunto. M. bairdii e M. dorsalis sono diffusi sulle coste dell'Oceano Pacifico orientale americano dal Golfo di California alle coste nord del Sudamerica, M. chrysurus ha una distribuzione caraibica e M. frontatus è endemico del Golfo di Guinea, nell'Oceano Atlantico orientale africano.
L'habitat dei membri del genere è strettamente costiero. Vivono nelle barriere coralline o su fondi duri.

## Descrizione
Sono dei veri giganti tra i Pomacentridae, con taglia che raggiunge e supera spesso i 20 cm. M. dorsalis misura fino a 31 cm ed è la specie più grande del genere nonché uno dei Pomacentridae di maggiori dimensioni in assoluto. 

## Biologia
Si nutrono prevalentemente di alghe bentoniche ma possono arricchire la dieta con piccoli invertebrati e polipi di coralli.

## Tassonomia
Il genere comprende 4 specie:
- Microspathodon bairdii
- Microspathodon chrysurus
- Microspathodon dorsalis
- Microspathodon frontatus